# Johannes Voorhout

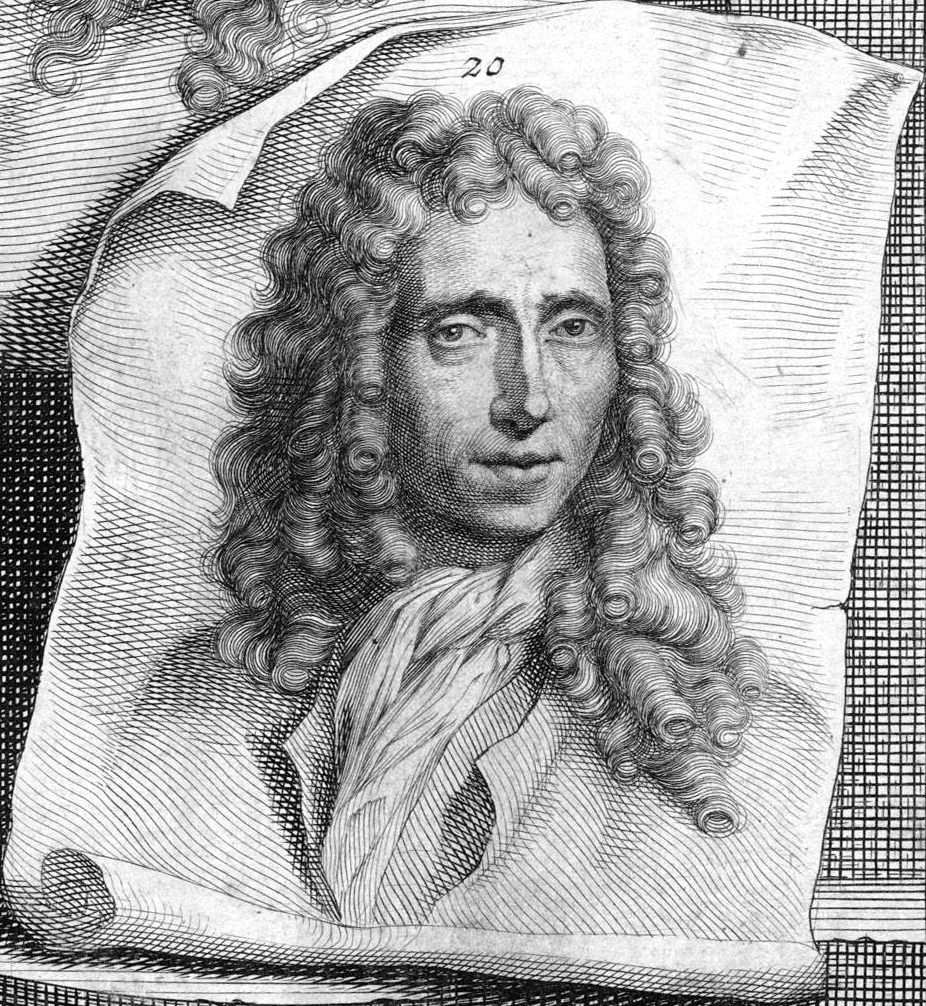
Johannes Voorhout (Jacobus Houbraken, 1721)

Johannes Voorhout (* 11. November 1647 in Uithoorn; † 25. August 1717 in Amsterdam) war ein niederländischer Maler.

## Leben und Wirken

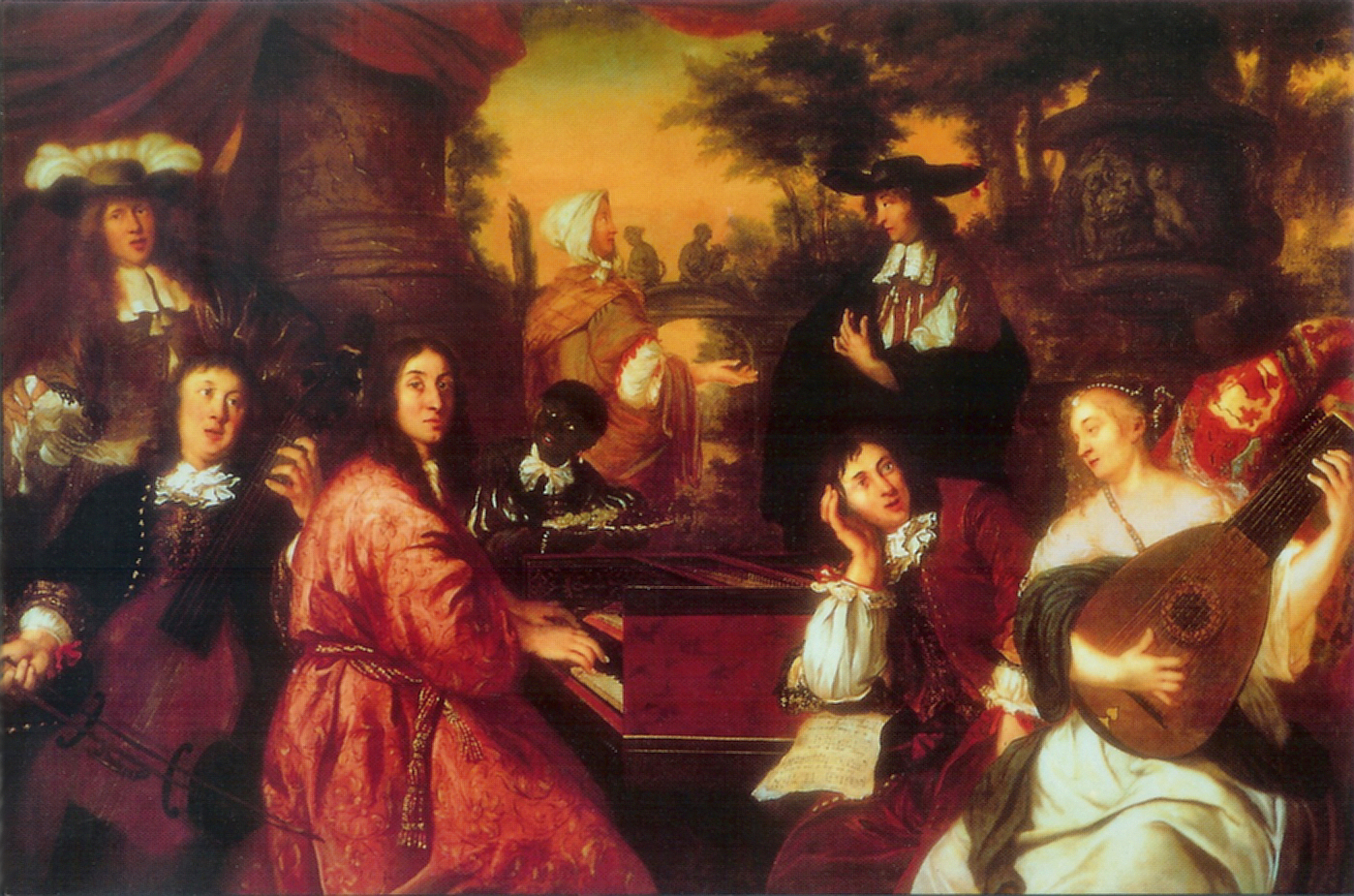
Johann Voorhout: Häusliche Musikszene, 1674. Abgebildet sind Johann Adam Reincken (am Cembalo) und vermutlich Dieterich Buxtehude (an der Gambe), eventuell auch Johann Philipp Förtsch. Hinten links im Bild steht vermutlich der Maler selbst.

Der Maler Johannes Voorhout war der Sohn des Amsterdamer Uhrmachermeisters Cornelis Voorhout. Fünf Jahre in Gouda standen am Anfang der Lehrzeit von Johannes Voorhout, weitere fünf Jahre in Amsterdam bei Johannes van Noort folgten. 1670 heiratete Voorhout in Amsterdam. In den nächsten Jahren wirkte er in Hamburg. 1707 übersiedelte er wieder nach Amsterdam, wo er 1717 starb.
Voorhout gilt als typischer Repräsentant der Amsterdamer Historienmalerei am Ende des 17. Jahrhunderts. Er schuf auch Genrestücke im Stil von Caspar Netscher und Gerard ter Borch. In den Sammlungsbeständen des Amsterdamer Rijksmuseum befinden sich ein großes Gemälde Voorhouts und drei kleine Werke, die der Maler für das Puppenhaus von Petronella Oortman schuf. Sein Gemälde Häusliche Musikszene von 1674 befindet sich im Museum für Hamburgische Geschichte. Das Bild – eine Allegorie der Freundschaft – zeigt nicht nur den Hamburger Organisten und Komponisten Johann Adam Reincken, sondern gilt auch als einziges Bild, das den Komponisten und Organisten Dieterich Buxtehude zeigt.